# 6. srpnja
6. srpnja (6. 7.) 187. je dan godine po gregorijanskom kalendaru (188. u prijestupnoj godini).
Do kraja godine ima još 178 dana.

## Događaji
- 1415. – česki reformator Jan Hus spaljen na lomači kao heretik
- 1483. – Zloglasni Rikard III. okrunjen je za kralja Engleske
- 1609. – Češka, jedna od najliberalnijih europskih zemalja tog doba, dobila je slobodu vjere
- 1885. – francuski biolog i kemičar Louis Pasteur prvi put uspješno primijenio cjepivo protiv bjesnoće na ljudskom biću
- 1918. – Interpelacija predsjednika Čiste stranke prava Aleksandra Horvata o pokolju hrvatskih vojnika u Odesi.
- 1923. – službeno proglašeno osnivanje SSSR-a na osnovu odluke Prvog svesaveznog kongresa sovjeta krajem 1922.
- 1928. – u New Yorku održana premijera Svjetla New Yorka, prvog zvučnog filma u povijesti kinematografije
- 1939. – Holokaust: Posljednje židovske tvrtke u Njemačkoj su zatvorene.
- 1986. – Boris Becker pobjednik 100. Wimbledona
- 1990. – bugarski predsjednik Petar Mladenov podnio ostavku zbog optužbi da je naredio da se tenkovima zaustave antivladini protesti
- 2000. – skupština SRJ usvojila amandmane na Ustav kojima je tadašnjem predsjedniku Slobodanu Miloševiću omogućeno ponovno kandidiranje za predsjednika
- 2000. – Val vrućine koji je pogodio JZ Europu s temperaturama do 45 stupnjeva prouzročio mnoge požare i smrt 25 ljudi
- 2005. – iz Ulcinja ka Dubrovniku i Splitu krenula prva redovna autobusna linija iz Crne Gore prema Hrvatskoj, poslije 14 godina prekida zbog Domovinskog rata
- 2006. – Felipe Calderón izabran za predsjednika Meksika
- 2009. – Izglasano povjerenje 11. Vladi Republike Hrvatske čime je Jadranka Kosor postala prva žena na poziciji predsjednice Vlade u povijesti Hrvatske.
- 2023. – Vlada Republike Hrvatske proglasila je maksimirski stadion i Poljud sportskim građevinama od nacionalnog interesa.

| - 1387. – Blanka I., navarska kraljica († 1441.) - 1688. – Ladislav Valentić, hrvatski pisac iz Gradišća († ?) - 1747. – John Paul Jones, škotski pomorac († 1792.) - 1796. – Nikola I., ruski car († 1855.) - 1818. – Adolf Anderssen, njemački šahist († 1879.) - 1833. – Maksimilijan I., meksički car († 1867.) - 1838. – Vatroslav Jagić, hrvatski jezikoslovac († 1923.) - 1878. – Eino Leino, finski književnik († 1926.) - 1903. – Axel Hugo Theodor Theorell, švedski znanstvenik i nobelovac († 1982.) - 1907. – Frida Kahlo, samouka meksička slikarica († 1954.) - 1921. – Nancy Reagan, supruga predsjednika Ronalda Reagana († 2016.) - 1925. – Bill Haley, američki glazbenik, skladatelj († 1981.) - 1932. – Herman Hertzberger, nizozemski arhitekt - 1935. – 14. Dalaj Lama, - 1940. – Nursultan Nazarbajev, kazahstanski predsjednik - 1946. – George W. Bush, američki političar i glumac - 1946. – Sylvester Stallone, američki glumac - 1946. – Peter Singer, australski filozof bioetičar - 1976. – 50 Cent, reper - 1977. – Max Mirnyi, bjeloruski tenisač - 1991. – Philip Milanov, belgijski atletičar | - 1189. – Henrik II., engleski kralj (* 1133.) - 1415. – Jan Hus, češki reformator (* o. 1371.) - 1476. – Regiomontanus, njemački matematičar (* 1436.) - 1533. – Ludovico Ariosto, talijanski književnik (* 1474.) - 1535. – Thomas More, engleski humanist i državnik (* 1477.) - 1553. – Eduard VI., engleski kralj (* 1537.) - 1854. – Georg Simon Ohm, njemački fizičar (* 1787.) - 1893. – Guy de Maupassant, francuski književnik (* 1850.) - 1901. – Princ Chlodwig zu Hohenlohe-Schillingsfürst, njemački kancelar (* 1819.) - 1902. – Sveta Marija Goretti, talijanska svetica (* 1890.) - 1904. – Abaj Kunanbajev, kazaški pjesnik-prosvjetitelj (* 1845.) - 1934. – Nestor Mahno, ukrajinski revolucionar (* 1888.) - 1959. – George Grosz, njemački grafičar, slikar i karikaturist (* 1893.) - 1962. – Josef Augustin, austrougarski nadvojvoda (* 1872.) - 1962. – William Faulkner, američki pisac (* 1897.) - 1963. – Anton Vovk, slovenski nadbiskup (* 1900.) - 1971. – Louis Armstrong, američki džezist (* 1901.) - 1999. – Joaquín Rodrigo, španjolski skladatelj (* 1901.) - 2000. – Władysław Szpilman, poljski pijanist, skladatelj i pisac (* 1911.) - 2004. – Thomas Klestil, austrijski političar i predsjednik (* 1932.) - 2005. – Claude Simon, francuski književnik (* 1913.) - 2020. – Ennio Morricone, talijanski skladatelj (* 1928.) - 2021. – Richard Donner, američki filmski redatelj (* 1930.) |

## Blagdani i spomendani
- Dan teških bolesnika[1]
- Dan državnosti u Malaviju i Komorima
- imendani: Neda, Nedjeljka